# Acetat de ferro(II)
Acetat de ferro(II) o acetat ferrós, és un complex de coordinació amb la fórmula Fe(C₂H₃O₂)₂. És un sòlid blanc. També es coneix un tetrahidrat verd, el qual és molt soluble en aigua.

## Preparació i estructura
La pols de ferro reacciona amb àcid acètic calent per donar el producte:
Fe + 2 CH₃CO₂H → Fe(CH₃CO₂)₂ + H₂
Adopta una estructura polimèrica octahèdrica. No és un compost iònic.

## Usos
L'acetat ferrós es fa servir com mordent en la indústria dels tints.